# José Gaya Picón
José Gaya i Picón, (Tortosa, 1880 - Barcelona, 1936) fou un periodista conegut en les dècades dels anys vint i trenta del segle xx, forma part d'aquell grup de periodistes catalans de principis del segle xx que donaven veu als moviments de canvi i modernització de l'estat Espanyol i que buscaven un nou encaix a la relació amb Catalunya, amb més autonomia.

## Biografia
Fill de Ramón Gaya Forés de Tortosa i de Josefa Picón Llull d'Amposta, va néixer a Tortosa, el 28 de maig de 1880 i va morir a Barcelona, el 15 d'octubre de 1936.
Es va iniciar molt jove en el periodisme, conreant diferents modalitats: com reporter i corresponsal en diversos periòdics i revistes d'Espanya i Sud-amèrica, També va escriure cròniques taurines amb el sobrenom de "Don Severo" en la revista "La Lídia" de Madrid.
A més de reportatges de temes d'actualitat també va entrevistar a personatges rellevants de tot l'espectre social, com a actors, músics, toreros, professionals liberals, sindicalistes i polítics, destacant el reportatge i entrevista que va realitzar al llavors president de la Generalitat de Catalunya, Francesc Macià en la seva finca d'estiueig de Vallmanya a Lleida, l'estiu de 1933, i que es va publicar en "El Día Gráfico".
De caràcter extravertit i sociable va formar part de diverses associacions periodístiques i polítiques sent requerit com a conferenciant en diversos fòrums. En 1923 va entrar a formar part de l'Associació de la Premsa Diària de Barcelona; també va ser triat com a secretari l'octubre de 1928 en els anomenats Comitès Paritaris de Barcelona. El seu nom figura en la llista d'antics militants del Partit Esquerra Republicana. Com a conferenciant està documentada entre d'altres, la conferència que va donar l'abril de 1927 al Centre d'Unió Patriòtica de Reus, sota el títol "L'analfabetisme i la ciutadania".
Gaya va conviure en la seva joventut durant dotze anys amb una dona separada amb la qual va tenir un fill i una filla. Posteriorment es va casar a Barcelona amb María Crespo i Garulo, de la qual no va tenir descendència. Va morir a Barcelona el 15 d'octubre de 1936 afligit d'un càncer que patia des d'alguns anys. La seva mort va ser molt sentida per la classe periodística. En una nota de premsa que informa de l'enterrament, La Vanguardia el 17 d'octubre de 1936, s'explica que la comitiva va ser molt nombrosa assistint molts periodistes, escriptors i intel·lectuals barcelonins, que van deixar constància de les simpaties que gaudia entre ells. També consta que en aquell moment treballava en la redacció d'"El Día Gráfico".

## Obra
Va escriure de forma simultània a diversos diaris: Mundo Gráfico de Madrid, El Pueblo d'Osca, El País de Pontevedra, El Dia Gráfico, La Noche, La Nación i El Liberal de Barcelona; L'Autonomista de Girona, La Lídia de Madrid.
En 1931 va publicar el llibre La Jornada Histórica de Barcelona on explica els fets de la proclamació de la República a Barcelona el 14 d'abril i l'actuació dels polítics que hi van intervenir. En 1932 va publicar un segon llibre titulat La autonomia de las Regiones y el problema del centralismo. En ell s'analitza la situació política, històrica i social de les diferents parts de l'Estat, destacant Catalunya i Euskadi com a nacions històriques. Gaya analitza actuacions i opinions de polítics sobre el tema amb aportació de documents, com la relació de peticions que va fer la Mancomunitat de Catalunya al Govern de l'Estat, el 1918. Els dos llibres van ser editats per l'Editorial Castro de Madrid i en l'actualitat són una raresa bibliogràfica.
El seu tarannà de catalanista d'esquerres es demostra clarament en els seus articles i la seva trajectòria professional, tot i que gran part de la seva obra, es va publicar en diaris i revistes d'àmbit espanyol i, per tant, escrites en idioma castellà.
- Gaya Picón, José. La Jornada histórica de Barcelona. Editorial Castro, 1931.
- Gaya Picón, José. L'autonomia de les Regions i el problema del centralisme. Editorial Castro, Madrid, 1932.
- López De Zuazo Algar, Antonio. Catálogo de periodistas españoles del siglo XX. Editorial Universidad Complutense, 1980.
- VV. AA. 200 anys de premsa diària a Catalunya, 1792-1992. Editorial Fundació La Caixa, 1995.